# GP Denain 1971
De 13e editie van de wielerwedstrijd GP Denain werd gehouden op 13 april 1971. De start en finish vonden plaats in Denain in het Franse Noorderdepartement. Op het podium stonden drie Belgen: Frans Verhaegen, Herman Vrijders en André Dierickx, waarvan de laatste won. In de hele top tien stonden Belgen.

## Uitslag
| GP Denain 1971 |                        |                |      |
| Plaats         | Naam                   | Ploeg          | tijd |
| Winnaar        | André Dierickx         | Watney-Avia    |      |
| 2              | Herman Vrijders        | Watney-Avia    |      |
| 3              | Frans Verhaegen        | Bic            |      |
| 4              | Martin Van Den Bossche | Molteni-Arcore |      |
| 5              | Fernand Hermie         | Ruberg         |      |
| 6              | Maurice Eyers          | Watney-Avia    |      |
| 7              | Eddy Goossens          | Siriki-Munck   |      |
| 8              | Camille Sohier         | Ruberg         |      |
| 9              | Willy Scheers          | Goldor         |      |
| 10             | Jacques De Boever      | Flandria-Mars  |      |

1959 · 1960 · 1961 · 1962 · 1963 · 1964 · 1965 · 1966 · 1967 · 1968 · 1969 · 1970 · 1971 · 1972 · 1973 · 1974 · 1975 · 1976 · 1977 · 1978 · 1979 · 1980 · 1981 · 1982 · 1983 · 1984 · 1985 · 1986 · 1987 · 1988 · 1989 · 1990 · 1991 · 1992 · 1993 · 1994 · 1995 · 1996 · 1997 · 1998 · 1999 · 2000 · 2001 · 2002 · 2003 · 2004 · 2005 · 2006 · 2007 · 2008 · 2009 · 2010 · 2011 · 2012 · 2013 · 2014 · 2015 · 2016 · 2017 · 2018 · 2019 · 2020 · 2021 · 2022 · 2023 · 2024 · 2025